# Ringstedt
Ringstedt este o comună din landul Saxonia Inferioară, Germania.